# El peñón del amaranto
El peñón del amaranto es una telenovela mexicana producida por Víctor Hugo O'Farrill y su empresa O'Farrill Asociados entre 1993 y 1994, fue transmitida por Telemundo y TV Azteca.
Protagonizada por Rossana San Juan y Raúl Román, con la participación antagónica de Marco Muñoz. 
Fue grabada en el pueblo de Jicaltepec, en el estado de Veracruz, realizada prácticamente en un ambiente natural.

## Elenco
- Marco Muñoz - Damián
- Rossana San Juan - Victoria
- Raúl Román - Armando
- Graciela Döring - Josefa
- Carlos Cardán - Flaco
- Fernando Borges - Celso
- Edith Kleiman - Porfiria
- Nubia Martí - Micaela
- María Marcela - Ángeles
- Claudio Obregón - Roque
- Carlos Andrade - Arturo
- Edmundo Arizpe - Ramsés
- Roberto Bonet - Joel
- Martha Aguirre - Sofía
- Javier Bayo - Remigio
- Martín Brek - Jarocho
- Jorge Brug - Rafael
- Verenice Callejo - Jovita
- Tomasa del Carmen - Dorita
- Lucía Castell - Mara
- Angelina Cruz - Tencha
- Adriana Fierro - Samantha
- José Luis Franco - Felipe
- Martha Itzel - Amaranta
- Roberto Mateos - Diego
- Alicia Brug - Superiora
- Lourdes Bustos - María
- Álvaro Carcaño - Nacho
- Nicolás Castro - Camilo
- Óscar Castañeda - Fermín
- Miguel Couturier - Frankie
- Eva Díaz - Natividad
- Cynthia Ele - Margarita
- Alejandro Gasque - Óscar
- Andrea Haro - Marcela
- Sergio López Castro - Emiliano
- Edmundo Mosqueira - Arsenio
- Brenda Oliver - Magnolia
- Roberto Olivo - Mauricio
- José Pereyra - Pascual
- Guillermo Quintanilla - Gerardo
- Fernando Rizo - Capitán Suárez
- Diana Santini - Lorena
- Javier Sije - Carvajal
- Elena de Tellitu - Gloria
- Fabio Ramírez - Benito
- Luis Rivera - Miguel
- Mario Valdés - Roberto
- Juan Viera - Robles
- Gabriel Velázquez - Tomás
- Gerardo Vigil - Poncho
- Ramiro Wall - Andrés
- Jacqueline Violante - Eulalia
- Alicia Yapur - Marina
- Dunia Zaldívar - Refugio
- Mireya Zimbrón - Adriana
- Guilibaldo Grapín - Tomás (niño)
- León Guerra - Diego (niño)
- Altaír Jarabo - Amaranta (niña)
- Melissa Thomas - Marina (niña)
- Bernardo Wise - Felipe (niño)

## Equipo de producción
- Original de: Alba García Ballesta, Salvador Jarabo
- Adaptación: Salvador Jarabo
- Análisis y supervisión literaria: Gabriela Gómez-Junco
- Tema musical: "Interminable Amor"
- Letra y música: David Haro
- Arreglos musicales: Ana Paula O'Farrill, Alberto Gutiérrez
- Intérprete: Yekina Pavón
- DJ discoteque: Erberth franoy
- Diseño musical: Víctor Hugo O'Farrill Ávila
- Musicalización: Jorge Larios
- Diseño de vestuario: Carlos Brown
- Ambientación: Pedro Fernández
- Edición: Bernardo Krinsky
- Post-Producción: Alfonso Molina
- Jefe de producción: Rafael Gutiérrez Rodríguez
- Coordinadora de producción: Edith Molina
- Coordinador Administración: C.P. Carlos Nájar Benítez
- Director adjunto: Rodolfo Farcug
- Director de cámaras 2ª Unidad: Luis Segura
- Productor asociado: Alfredo Saldaña
- Productor ejecutivo: Marco Vinicio López de Zatarain
- Director y realizador: Alfredo Saldaña
- Productor: Víctor Hugo O'Farrill Ávila